# Hypopyra unistrigata
Hypopyra unistrigata là một loài bướm đêm trong họ Erebidae.